# Chiesa e convento di San Michele
La chiesa di San Michele e l'annesso convento dei Cappuccini sono un complesso religioso di Caltanissetta.

## Storia

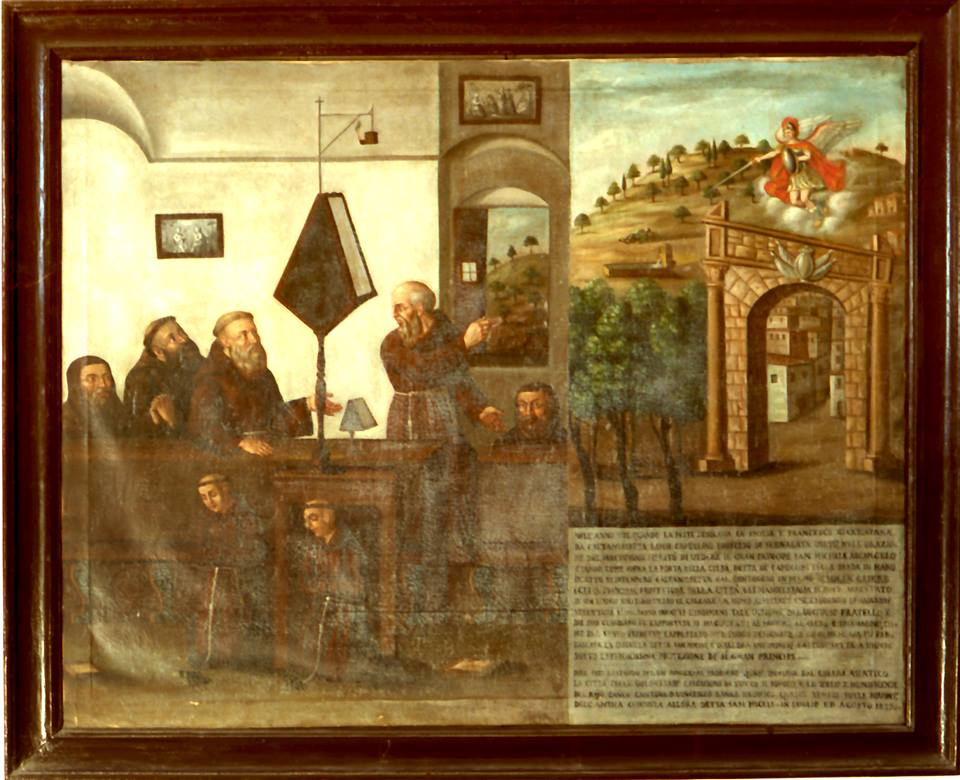
Apparizione di San Michele

Sorgono in via Sallemi (già contrada Sallimi), sul luogo in cui, secondo le visioni del frate cappuccino Francesco Giarratana, nel 1625 l'arcangelo Michele impedì l'ingresso a Caltanissetta di un appestato, proteggendo la città dalla peste. La chiesa, di modeste dimensioni, fu realizzata subito dopo il miracolo e intitolata "San Michele alle Calcare" (dal nome delle formazioni geologiche presenti nella località), ma nel tempo cadde in rovina. Venne riedificata, assumendo l'attuale forma, a seguito del colera del 1837 come forma di ringraziamento a san Michele, a cui venne ricondotta la protezione della città dall'epidemia.

La chiesa e il convento agli inizi del Novecento

Il convento risale al 1888 e fu il terzo convento dei cappuccini; la sua realizzazione, tenacemente voluta da padre Angelico Lipani, fu resa necessaria a causa dello sfratto dei cappuccini nel 1866 dal loro secondo convento, nell'odierno viale Regina Margherita, in seguito alla confisca dei beni ecclesiastici post unità d'Italia. Cronologicamente, si tratta del terzo convento Cappuccino in città, dopo il convento di contrada Xiboli, inglobato nella distilleria Averna, e il convento di contrada Pigni, trasformato in ospedale nel 1866.

## Tradizioni e folclore
L'8 maggio di ogni anno, in occasione dell'anniversario dell'apparizione a fra Giarratana, vi viene condotta in processione la statua di san Michele, scortata dalla Real Maestranza. La statua, opera dello scultore Stefano Li Volsi, è abitualmente custodita in Cattedrale, ma per pochi giorni permane all'interno della chiesa di san Michele; per tale motivo la processione prende il nome di "San Michele in villeggiatura".

## Opere d'arte
Viene attribuito a Giuseppe Frattallone il crocifisso ligneo posto sul coro della chiesa.